# 武裝行動3
《武裝行動3》是一款軍事模擬遊戲，由波希米亞互動工作室開發，在2013年9月12日發行。此遊戲通過Steam平台發行。

## 劇情概述
在最初计划的版本中，《武裝行動3》的背景設定在近未來的2035年，部署到希臘愛琴海的島嶼上的NATO部隊試圖延緩來自東面的伊朗軍隊攻勢。在單人戰役中，玩家將會扮演史考特·米勒上尉(Captain Scott F. Miller)。一開始，玩家必須在友軍一場失敗的軍事行動後試著存活下來。在戰役中玩家將會面對從單槍匹馬的滲透任務到指揮大批裝甲部隊的挑戰。玩家可以依照他們的喜好選擇不同的目標和軍火（例如UAV、砲兵或密接空中支援）。
然而，在经历了间谍事件之后，《武装突袭3》的剧情被彻底重新架构。主要岛屿利姆诺斯被改名为阿尔提斯（Altis），主人公变成了一名美军下士凯里，他所属的北约部队在即将撤离由阿尔提斯国防军（AAF）控制的斯特拉提斯岛（Stratis）岛时遭到了国防军的突然袭击，残存的北约士兵躲入森林，在一个谁也不知来历的斯考特·米勒上校的领导下作战。在这一过程中，米勒以与北约部队联系需要好的无线电设备的名义命令北约部队控制了岛上的Mike-26雷达站，随后借口设备损坏将其炸毁。然而，不到一天之后米勒就又宣称自己联系上了北约军队，希望以加紧活动的方式迎接北约出兵。但北约残军的抵抗最终导致了广东协定同盟组织（CSAT）对斯特拉提斯岛和阿尔提斯岛的入侵，凯里和米勒乘船逃跑，遭到国防军飞机空袭，船被炸毁，主人公不省人事。
醒来后凯里发现自己被冲到了阿尔提斯岛的岸上，手中一无所有。他在米勒的引导下与当地的抵抗组织自由独立联盟（FIA）取得了联系。阿尔提斯岛在这几年中一直在经历血腥的内战，国防军几乎屠杀了自己人口的半数才稳定了局势，而不承认现政府的自由独立同盟则退居山林实施武装斗争。广协同盟作为国防军盟友的介入让局势更加险恶。凯里被要求协助抵抗军进行活动，同时对抗广协同盟和国防军。米勒的每次介入几乎都让抵抗组织的状况恶化。抵抗军在米勒的协调下前往斯特拉提斯岛救出了抵抗组织的精神领尼科斯。最终北约组织向阿尔提斯发动了反攻，误击了正在攻击机场的抵抗组织力量，斯塔夫罗失踪，米勒也同时失踪。凯里帮美军消除了误会让其停止攻击抵抗组织，但随后从上级那里震惊地获悉英国方面声称根本没有斯考特·米勒上校这么一个人。
北约部队以美军“第111师第4机械化旅级战斗队”为主导向国防军发动了进攻，凯里虽然不受美军信任，但由于他是连接美军和FIA间的纽带，所以被要求跟抵抗组织和美军一起执行任务。美军一路解放被国防军控制的各地，同时还要应付广协同盟的反攻。在此过程中岛屿不断发生极其反常的地震现象，但没人能解释。在实行对国防军残部的最后一击时，凯里收到了两个截然不同的指令——他的上司命令他前去集合然后负责担任前进观察任务，而已经失踪多日的米勒上校的副官詹姆斯上尉则要他前往一处地图上什么都没标出的地方找他。如果选择服从上司命令，则最终美军消灭了国防军的残部，国防军彻底投降，危机结束。若选择去寻找詹姆斯，则会发现一处隐藏的广协同盟基地，地上是大片的广协同盟军人的尸体，奄奄一息的詹姆斯在嘱咐凯里偷一辆卡车去找米勒之后便死去，凯里继而在基地中发现了一个奇怪的研究设施和一辆卡车，显然和之前几日频繁发生的地震有关。凯里把卡车开到米勒那里，米勒告诉他这辆车是触发异常地震的关键，正在此时广协同盟向阿尔提斯岛发动大规模进攻，美军部队迅速全灭，广协同盟和国防军亦转入敌对态势。地震仍然在继续发生。尽管米勒承诺要带凯里撤走，但他最终抛弃了凯里并失踪，凯里不得不在整座岛屿上搜索交通工具以逃离阿尔提斯岛。

## 新特性
- DirectX 10、11支援；
- 完整的3D任務編輯器功能；
- 遊戲將會支援PhysX物理引擎；
- 支援布娃娃系統；
- 潛水裝備及潛水將會成為遊戲的一部份；
- 可個人化自定義的外貌及裝備；
- 由於這代的開發將會集中於在改良在前代所汲取到的經驗，有些新特性「可能」是由前作玩家所造的模組啟發的。

## 可下載內容(DLC)
| DLC                            | 发行时间           | 新增特性 |
| ------------------------------ | ------------------ | --- |
| Arma 3 Zeus                    | 2014年4月11日      | 新增新的多人模式Zeus。 |
| Arma 3 Karts                   | 2014年5月29日      | 新增卡丁車、賽車手、場邊工作人員、發令槍、賽事物品、限時挑戰、Zeus賽事與模組。 |
| Arma 3 Helicopters             | 2014年11月5日      | 新增CH-67 Huron 作為NATO的運輸直升機、MI-290 Taru 作為CSAT的運輸直升機。 |
| Arma 3 Marksmen                | 2015年4月9日       | 新增七種武器，Cyrus 9.3 mm－－重火力特等射手步槍、MAR-10 .338－－重火力特等射手步槍、Mk-I EMR 7.62 mm－－中火力特等射手步槍、Mk14 7.62 mm－－中火力特等射手步槍、ASP-1 Kir－－特殊用途武器、SPMG .338－－輕量中型機關槍、Navid 9.3 mm－－中型機關槍、瞄準鏡、遠距指標器、吉利服。 |
| Arma 3 Apex                    | 2016 年 7 月 11 日 | 新增地图Tanoa、新派系Syndikat、新增十三种新武器、新制服与新装备。 |
| Arma 3 Jets                    | 2017 年 5 月 16 日 | 新增F/A-181 Black Wasp II、To-201 Shikra、A-149 Gryphon三种战斗机以及UAV（无人作战飞机）Sentinel。 |
| Arma 3 Malden                  | 2017 年 6 月 22 日 | 新增地图Malden 2035、新增新的多人模式Combat Patrol |
| Arma 3 Laws of War             | 2017 年 9 月 7 日  | 新增新派系IDAP（国际发展和援助项目）、新增载具面包车、新型无人机以及新装备。 |
| Arma 3 Tac-Ops Mission Pack    | 2017 年 12 月 1 日 | 新增三个单人游戏任务、新的游戏战斗机制。 |
| Arma 3 Tanks                   | 2018 年 4 月 11 日 | 新增载具T-140 Angara、AWC Nyx、Rhino MGS。 |
| Arma 3 Contact                 | 2019 年 7 月 26 日 | 新增单人战役《第一次接触》、新增地图Livinia、新增利沃尼亚国防军和俄罗斯特种部队两个派系、新增武器、车辆与装备。 |
| Arma 3 Art of War Charity Pack | 2021 年 2 月 23 日 | 新增单人战役《文化遗产展示》、 新增正装 、阅兵服、阅兵帽、民用背包、艺术T恤、新增纪念物品。 |

## 開發過程
《武裝行動3》在2013年3月5日開始Alpha測試，6月25日開始Beta測試，並且在2013年9月12日發行。

### 確認宣佈前
在開發團隊波希米亞互動工作室宣佈確認《武裝行動3》正在開發中之前，有來自稱為 p3R51An 8lacK Hat5 8oy5的「網絡駭客」入侵了該開發團隊的武裝行動2官方網，並在宣佈每四十二小時就會入侵一次。這次的入侵引發起大量《武裝行動》系列玩家的猜測，而官方在不久後也在AAN.com新聞網站（為《武裝行動》系列中的虛構新聞頻道）發稿回應事件。
第一次入侵：短暫更改了《武裝行動2》 官方網站的主頁，並附上多張被相信為《武裝行動2》遊戲中主要島嶼Chernarus真實圖片（Chernarus島嶼主要根據捷克的地形及衛星圖片而改造出來）。駭客亦有文字描述，內容與《武裝行動2》的劇情有關聯。其後引起大量玩家在官方論壇討論，更有玩家發現這些圖片實際上有關聯，最後一張圖片是被引導到一個沙地的一角。此外，圖片的拍攝時間都十分接近，有人認為這是Geocaching，並建議身在捷克的玩家親身到圖片中的地方，試試挖開圖片拍到的沙地看看是否有什麼線索。幾天後，有玩家在圖片中的地方挖到一個子彈箱，裡面更裝載著一張歐洲戰線圖。該圖上被畫上很多NATO用的軍事符號，地圖上描述歐洲地區被入侵，部份符號被確認為與海軍／海戰有關。
此後，駭客在之中多次的入侵中暗示《武裝行動》開發團隊有新作發表，所有有關資訊都被駭客故意加密。當中包括從圖片中隱藏字符及QR碼、使用密碼學把文字加密或使用不同語言表達訊息。最終官方在其的虛構新聞網站AAN.com以黑客最後寄的郵件作總結，郵件中為一個二十條長的多項選擇題型式問答，所有問題都有最多有五項的選擇，而串聯最終的正確答案被認為是以六進制的方式加密，解密後發現其得出來的日期實際為ArmA 3之公佈日期及時間。
因此，其後這些所謂的「駭客入侵」都被認為其實是波希米亞互動工作室想以另類實境遊戲型式，令《武裝行動》系列玩家合作並以解謎方法解得資訊。

### Alpha與Beta測試
在2013年3月5日，Alpha測試如期開始，可以在Steam和波西米亞互動的網站上購買到。這個版本中有4個展示性質的任務、一部份的武器和載具、兩個多人遊戲的場景（Scenario）、場景編輯器和模組支援。購買了Alpha版本的玩家在日後可以進行Beta版的測試並在發售時獲取完整的遊戲。
在2013年6月25日，Beta版測試正式開始。這一階段中擴增了遊戲的重型火力元素和後勤元素。

### 間諜事件
《武裝突襲3》的兩名遊戲開發人員Ivan Buchta和Martin Pezlar，因涉嫌在希臘軍事設施中拍照進行所謂的資料收集而被希臘政府逮捕，並被指控間諜罪。他們從2012年9月份起被關進監獄，並且不能假釋不能上訴，也就是說他們將會面臨希臘法庭的審判。如果罪名成立，這兩位開發人員將面臨長達20年的監禁。在被希臘政府扣留四個月後，於2013年1月中兩人被保釋出獄，兩人可以回到祖國捷克共和國。據開發商波希米亞的官網透漏，保釋金額每個人達5000歐元。
因為此事件，遊戲中參考利姆諾斯島（Lemnos）設計而成的Limnos島後來被更名為阿爾提斯島（Altis），根據波西米亞的聲明，此名可以反應出該島獨特的地中海風情，同時也與現實中的利姆諾斯島分隔開來。

### 伊朗禁售
在2012年9月，伊朗政府宣佈禁止此遊戲輸入伊朗，由于游戏中CSAT派系拥有伊朗士兵。

## 其他
- 武裝行動
- 武裝行動2
- 閃擊點行動：冷戰危機
- 閃擊點行動：龍之崛起
- 閃擊點行動：血色長河
- 虛擬戰場系統

## 外部連結
- ArmA3官方網站 （页面存档备份，存于）
- Bohemia Interactive 官方討論區 （页面存档备份，存于）
- Bohemia Interactive Wiki（页面存档备份，存于）